# TMEM72
TMEM72 (англ. Transmembrane protein 72) – білок, який кодується однойменним геном, розташованим у людей на короткому плечі 10-ї хромосоми. Довжина поліпептидного ланцюга білка становить 275 амінокислот, а молекулярна маса — 29 891.
| 10         |  | 20         |  | 30         |  | 40         |  | 50         |
| ---------- |  | ---------- |  | ---------- |  | ---------- |  | ---------- |
| MQLQVFWTGL |  | EYTCRLLGIT |  | TAAVLIGVGT |  | ETFLQGQFKS |  | LAFYLLFTGA |
| AVSICEGAYF |  | VAQLLAICFQ |  | CQPGSLADRV |  | REKAHWLGCF |  | QKFLAYLLLS |
| VACFLHPVLV |  | WHVTIPGSML |  | IITGLAYFLL |  | SKRKKRKAAP |  | EVLASPEQYT |
| DPSSSAVSTT |  | GSGDTEQTYT |  | FHGALKEGPS |  | SLFIHMKSIL |  | KGTKKPSALQ |
| PPNTLMELSL |  | EPADSLAKKK |  | QVHFEDNLVR |  | IVPSLAEGLD |  | DGDSEPEETT |
| SDTTPIIPPP |  | QAPLFLSSLT |  | ATGLF      |  |            |  |            |

A: Аланін

C: Цистеїн

D: Аспарагінова кислота

E: Глутамінова кислота

F: Фенілаланін

G: Гліцин

H: Гістидин

I: Ізолейцин

K: Лізин

L: Лейцин

M: Метіонін

N: Аспарагін

P: Пролін

Q: Глутамін

R: Аргінін

S: Серин

T: Треонін

V: Валін

W: Триптофан

Задіяний у такому біологічному процесі, як альтернативний сплайсинг. 
Локалізований у мембрані.